# 韓永福
韓 永福（ハン・ヨンボク、1945年3月29日 - ）は、韓国系アメリカ人の経営者。大韓民国の大手企業、LGグループのLGカード（元：株式会社コリアンエクスプレス）の創業者兼、元代表取締役社長である。

## 概要
韓永福の妻の父は、大韓民国国軍の建軍メンバーとして、軍の象徴である「軍番一番」としても有名な陸軍参謀総長出身の初代統合参謀本部議長の李亨根将軍(日本名：松山武雄)である。
1978年、代表の韓永福が、韓国に信用情報を定着させるために立ち上げた「株式会社コリアンエクスプレス」は、大韓民国では初専門クレジットカード会社として初めて国外でも使用可能な総合クレジットカード会社として知られ、韓永福代表が自ら実践した営業実績により、創業8ヶ月で800店以上の加盟店と1万5千名以上の会員が加入するなど、韓国では急成長企業となった。1981年、世界的に有名なクレジットカード会社である、アメリカ合衆国のVisaと日本のJCBと業務提携をし、創業から2年で、加盟店を2千店以上に拡大し、会員も3万人以上に増やした。